# Bogusław Wódka
Bogusław Wódka (ur. 1 stycznia 1947 w Łodzi) – profesor zwyczajny, wykładowca Akademii Muzycznej w Łodzi. 
W 1970 roku został laureatem III nagrody Festiwalu Młodych Muzyków w Gdańsku. W 1971 roku ukończył studia w Państwowej Wyższej Szkole Muzycznej w Łodzi (obecnie Akademii Muzycznej) w klasie fortepianu prof. Zbigniewa Szymonowicza. W latach 1977–78 przebywał na stypendium w Austrii, gdzie studiował w Hochschule für Musik und Darstellende Kunst w Wiedniu, pracując pod kierunkiem prof. Alexandra Jennera. W 1978 roku został laureatem podczas Seminarium Primavera w Trieście. W 1981 roku uzyskał I stopień kwalifikacji (równoznaczny z tytułem doktora), w 1986 roku kwalifikację II stopnia wraz ze stanowiskiem docenta. W 1989 roku podjął pracę w Turcji, gdzie prowadził klasę fortepianu, jednocześnie pełnił funkcję kierownika Wydziału Fortepianu w Konserwatorium Uniwersytetu Çukurova w Adanie. Powrócił do kraju w 1998 roku, podejmując ponownie pracę na łódzkiej uczelni. W 2000 roku otrzymał tytuł profesora sztuk muzycznych, a w 2003 roku został mianowany na stanowisko profesora zwyczajnego Akademii Muzycznej w Łodzi. W roku 1999 został wybrany na stanowisko prodziekana Wydziału Instrumentalnego Akademii Muzycznej w Łodzi, a w latach 2000–2008 pełnił funkcję dziekana Wydziału Fortepianu, Klawesynu i Organów. Dodatkowo w latach 1999–2004 był wykładowcą na Wydziale Nauk o Wychowaniu Uniwersytetu Łódzkiego. 
Odznaczony Honorową Odznaką m. Łodzi, Medalem Komisji Edukacji Narodowej i Srebrnym Krzyżem Zasługi.

## Działalność artystyczna
Koncertował w Polsce, Austrii, Belgii, Holandii, Czechosłowacji, Francji, Wielkiej Brytanii, Niemczech, Turcji, Włoszech i na Węgrzech. Uczestniczył w festiwalach Poznańskiej Wiosny Muzycznej. Brał udział w prawykonaniach utworów współczesnych kompozytorów polskich: Jerzego Bauera, Mieczysława Drobnera, Andrzeja Hundziaka, Sławomira Kaczorowskiego, Bernarda Pietrzaka, Bronisława Kazimierza Przybylskiego. Jako kameralista współpracował z siostrą, skrzypaczką Anną Wódką-Janikowską. Nagrywał dla Polskiego Radia i TVP, rozgłośni radiowej NCRV i KRO – Hilversum w Holandii.

## Na podstawie
- Pedagodzy Akademii Muzycznej w Łodzi.